# Чемпионат мира по хоккею с мячом среди женщин 2007
Чемпионат мира по хоккею с мячом среди женщин 2007 года является третьим женским чемпионатом мира по хоккею с мячом. Турнир прошёл в Будапеште, Венгрия с 11 по 17 февраля. Чемпионом мира в третий раз подряд стала сборная Швеции.

## Результаты

### Групповой турнир
| Место | Сборная   | И | В | Н | П | М       | +/- | Очки |
| ----- | --------- | - | - | - | - | ------- | --- | ---- |
| 1     | Россия    | 6 | 5 | 1 | 0 | 33 — 4  | +29 | 11   |
| 2     | Швеция    | 6 | 4 | 2 | 0 | 35 — 4  | +31 | 10   |
| 3     | Норвегия  | 6 | 4 | 0 | 2 | 15 — 18 | −3  | 8    |
| 4     | Канада    | 6 | 3 | 0 | 3 | 16 — 19 | −3  | 6    |
| 5     | Финляндия | 6 | 2 | 0 | 4 | 12 — 14 | −2  | 4    |
| 6     | США       | 6 | 1 | 1 | 4 | 11 — 24 | −13 | 3    |
| 7     | Венгрия   | 6 | 0 | 0 | 6 | 0 — 39  | −39 | 0    |

### Результаты матчей
| Дата       | Участники матча      | Результат |
| ---------- | -------------------- | --------- |
| 11 февраля | Канада — Венгрия     | 6 — 0     |
| 12 февраля | Россия — Норвегия    | 7 — 1     |
| 12 февраля | Финляндия — США      | 5 — 0     |
| 12 февраля | Норвегия — Канада    | 4 — 1     |
| 12 февраля | США — Венгрия        | 10 — 0    |
| 12 февраля | Швеция — Россия      | 3 — 3     |
| 13 февраля | Финляндия — Канада   | 2 — 3     |
| 13 февраля | Швеция — Венгрия     | 6 — 0     |
| 13 февраля | Россия — США         | 10 — 0    |
| 13 февраля | Швеция — Норвегия    | 10 — 0    |
| 13 февраля | Россия — Венгрия     | 8 — 0     |
| 14 февраля | Швеция — США         | 0 — 0     |
| 14 февраля | Норвегия — Финляндия | 2 — 0     |
| 14 февраля | Россия — Канада      | 3 — 0     |
| 14 февраля | Норвегия — США       | 3 — 0     |
| 14 февраля | Финляндия — Венгрия  | 4 — 0     |
| 15 февраля | Швеция — Канада      | 9 — 0     |
| 15 февраля | Россия — Финляндия   | 2 — 0     |
| 15 февраля | Норвегия — Венгрия   | 5 — 0     |
| 15 февраля | Швеция — Финляндия   | 7 — 1     |
| 15 февраля | США — Канада         | 1 — 6     |

## Финальный турнир

### Матч за 5-е место
| Дата       | Участники матча | Результат |
| ---------- | --------------- | --------- |
| 16 февраля | Финляндия — США | 2 — 1     |

### Полуфиналы
| Дата       | Участники матча   | Результат |
| ---------- | ----------------- | --------- |
| 16 февраля | Россия — Канада   | 5 — 0     |
| 16 февраля | Швеция — Норвегия | 7 — 0     |

### Матч за 3-е место
| Дата       | Участники матча   | Результат           |
| ---------- | ----------------- | ------------------- |
| 16 февраля | Норвегия — Канада | 3 — 3 (пен.: 1 — 0) |

### Финал
| Дата       | Участники матча | Результат |
| ---------- | --------------- | --------- |
| 17 февраля | Россия — Швеция | 2 — 3     |

## Итоговая таблица чемпионата
|    | Команда   |
| -- | --------- |
|    | Швеция    |
|    | Россия    |
|    | Норвегия  |
| 4. | Канада    |
| 5. | Финляндия |
| 6. | США       |
| 7. | Венгрия   |